# Рулон (фільм, 1975)
«Рулон» — грузинський радянський короткометражний фільм 1975 року кінорежисера Михайла Чіаурелі.